# Retournac
 Retournac  es una comuna y población de Francia, en la región de Auvernia, departamento de Alto Loira, en el distrito de Yssingeaux. Es cabecera del cantón homónimo.
Su población en el censo de 1999 era de 2.293 habitantes.
Está integrada en la Communauté de communes des Sucs .

## Demografía
| 2748 | 2600 | 2558 | 2249 | 2270 | 2293 |
| Para los censos de 1962 a 1999 la población legal corresponde a la población sin duplicidades (Fuente: INSEE [Consultar]) |      |      |      |      |      |